# 1482 w literaturze
Wydarzenia literackie w 1482 roku.

## Urodzili się
- Andrzej Krzycki, polski poeta (zm. 1537)
- Bernardim Ribeiro, portugalski poeta (zm. 1552)

## Zmarli
- Lucrezia Tornabuoni, włoska poetka